# Germaine Damar

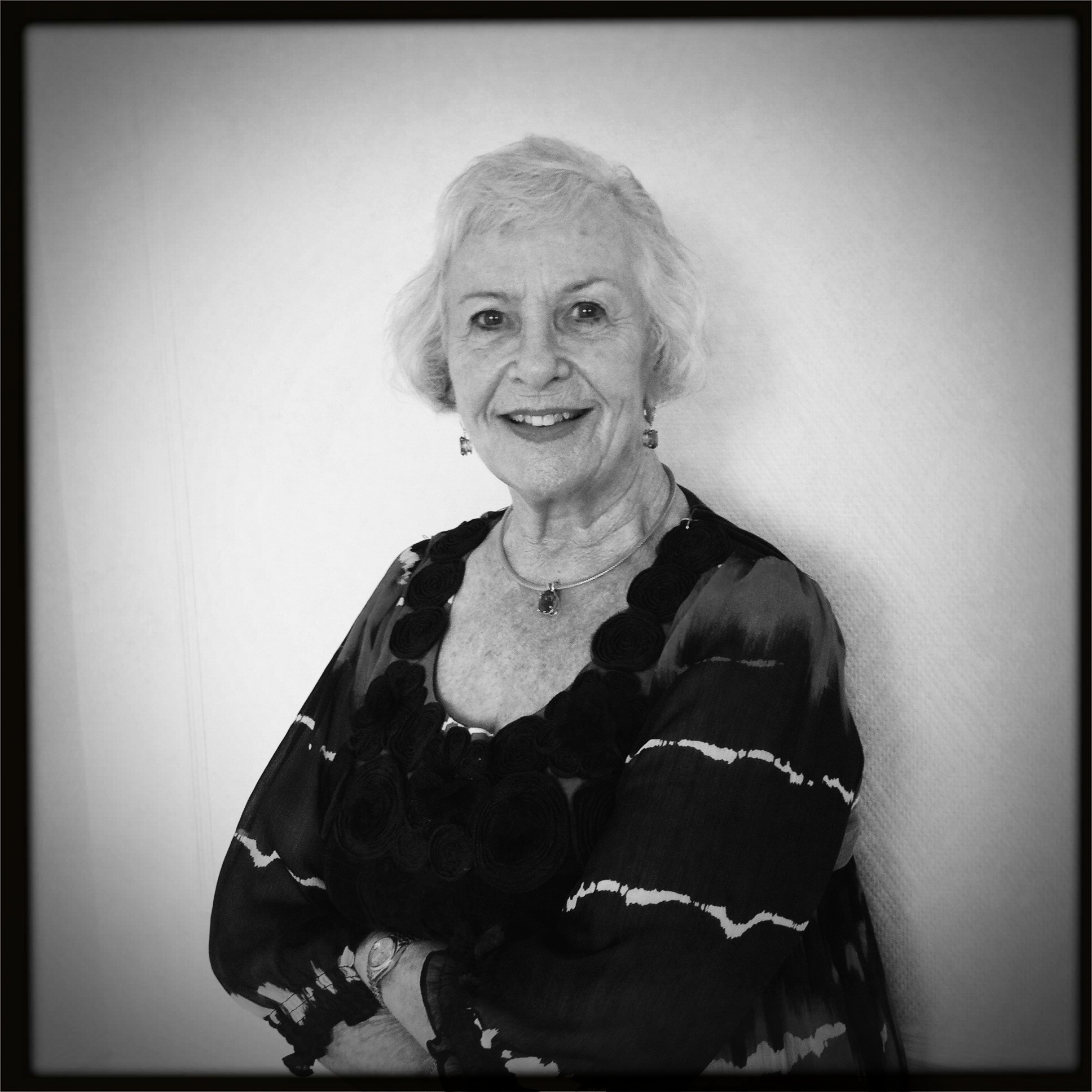
Germaine Damar im Juni 2011 (Foto: François Besch)

Germaine Damar (* 31. August 1929 in Petingen als Germaine Haeck, später Germaine Haeck Toporow) ist eine luxemburgische Filmschauspielerin und Akrobatikkünstlerin. In einigen Filmvorspannen wird sie auch unter ihrem zeitweiligen Künstlernamen Ria Poncelet aufgeführt.

## Herkunft
Sie war die dritte von vier Töchtern des Hüttenarbeiters Dominique Haeck und seiner Frau Barbara Poncelet. Im Turnverein von Niederkorn legte Germaine Damar die Grundlagen für ihre spätere Karriere. Mit ihrer Schwester Geny und zwei Turnlehrern bildete sie hier das Akrobatenquartett Los Habaneros. Allerdings flüchtete sie mit ihren Eltern und Geschwistern am 10. Mai 1940 nach der Besetzung Luxemburgs durch deutsche Truppen nach Paris. Dort entwickelte die Zwölfjährige weiter ihre Talente und trat zusammen mit ihrer Schwester Geny und ihrem früheren Turnlehrer Atilio Bariviera als Trio Delux im Alhambra und im Bobino auf. Nebenher nahm sie Tanzunterricht und wurde in Schauspiel und Ballett ausgebildet.

## Beruf

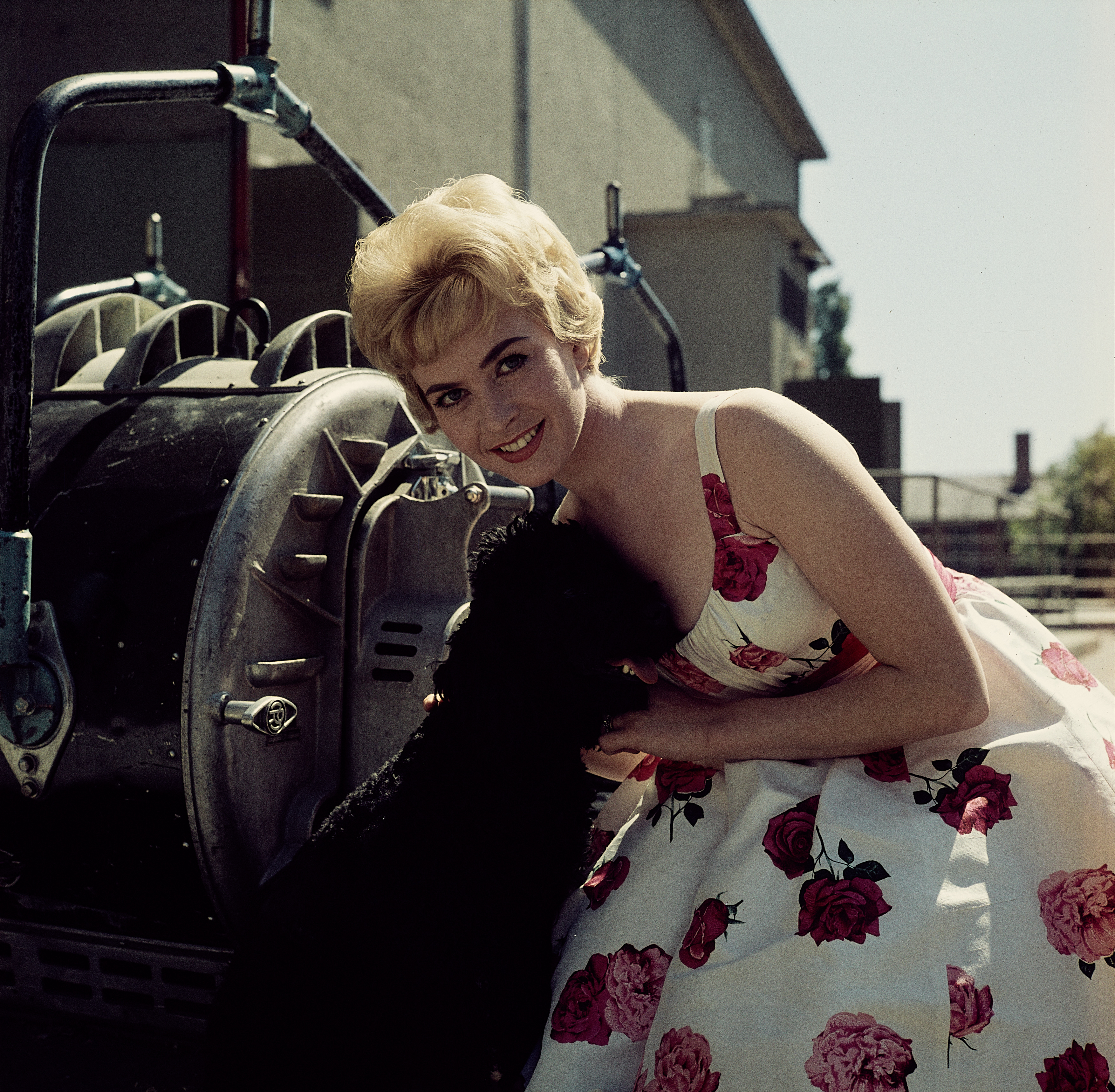
Germaine Damar, 1959

Nach dem Zweiten Weltkrieg bereiste sie Nordafrika und den vorderen Orient und trat unter anderem mit ihrer Schwester Sylvie und deren Mann als Trio Vialine in Kairo vor König Faruk auf. Sie trug nun den Künstlernamen Ria Poncelet. In Kairo lernte sie auch die Schauspielerin Zarah Leander kennen, die sie zu Probeaufnahmen für den 10. Mai 1952 an den Herzog Filmverleih vermittelte. Kurz danach erhielt sie ihre erste Rolle in dem Revuefilm Tanzende Sterne, obwohl Herbert Tischendorf (Produzent) und Robert A. Stemmle (Regisseur) mit den Aufnahmen nicht zufrieden waren, Géza von Cziffra allerdings eine derartig begabte Tänzerin für seinen Musikfilm suchte. Sie änderte ihren Namen von Germaine Haeck in Germaine Damar und galt in der Presse längere Zeit als französische Tänzerin.
Nach diesem Durchbruch erhielt Germaine Damar einen Vertrag und spielte in weiteren 28 Filmen mit, darunter in drei Filmen mit Peter Alexander als Partner. Ihr bekanntester Musik/Tanz-Film Die Beine von Dolores (1957) wurde in Argentinien ein Riesenerfolg, und Germaine Damar zog für drei Jahre nach Südamerika und wurde dort ein beliebter Fernsehstar, der eine eigene Fernsehshow erhielt. Im Jahr 1963 drehte sie in Spanien ihren letzten Kinofilm.
Für seinen Dokumentarfilm Germaine Damar – Der tanzende Stern (2011) holte Regisseur Michael Wenk die Luxemburger Schauspielerin Jahrzehnte nach ihrem Karriereende noch einmal vor die Kamera. In der Dokumentation blickt Germaine Damar auf ihren märchenhaft anmutenden Aufstieg zum Leinwandstar der 1950er-Jahre zurück, berichtet aber auch über berufliche und private Fehlschläge.

## Privates
Germaine Damar war einige Zeit mit dem Schauspieler Georg Thomalla und dem Produzenten Andreas C. Schuller liiert. In Argentinien heiratete sie den US-Amerikaner Roman G. Toporow. 1964 gab sie den Beruf auf, 1966 wurde ihr Sohn Roman Martin geboren. Ihr Mann starb 1993 und Germaine Damar lebt seitdem in Fort Lauderdale in Florida.

## Filmografie
- 1952: Tanzende Sterne
- 1953: Südliche Nächte
- 1953: Schlagerparade
- 1954: König der Manege
- 1954: An jedem Finger zehn
- 1955: Wunschkonzert
- 1955: Die Drei von der Tankstelle
- 1956: Symphonie in Gold
- 1956: Mädchen mit schwachem Gedächtnis
- 1956: Zu Befehl, Frau Feldwebel!
- 1956: Der schräge Otto
- 1957: Siebenmal in der Woche
- 1957: Weißer Holunder
- 1957: Der Graf von Luxemburg
- 1957: Die Beine von Dolores
- 1957: Der Kaiser und das Wäschermädel
- 1958: Texasmädel (Sérénade au Texas)
- 1958: Tabarin
- 1958: Rivalen der Manege
- 1958: Scala – total verrückt
- 1958: So ein Millionär hat’s schwer
- 1959: Glück und Liebe in Monaco (Einladung nach Monte Carlo)
- 1959: Peter schiesst den Vogel ab
- 1959: Tausend Sterne leuchten
- 1959: Salem Aleikum
- 1960: Gauner-Serenade
- 1961: Die Liebe ist ein seltsames Spiel (Cariño mio)
- 1963: Escala in Hi-Fi

## Dokumentarfilm über Germaine Damar
- 2011: Germaine Damar – Der tanzende Stern (Regie: Michael Wenk)[1]